# Peryleen
Peryleen is een polycyclische aromatische koolwaterstof met als brutoformule C20H12. Het komt voor als een okergele tot bruine vaste stof. De stof is geclassificeerd volgens het IARC in klasse 3, wat betekent dat het niet is onder te brengen voor wat betreft de carcinogeniciteit voor de mens. De verbinding wordt in de cytochemie gebruikt ter markering van vetten, omdat peryleen een felblauw licht uitzendt onder UV-licht.

## Structuur
Peryleen kan beschouwd worden als 2 naftaleenmoleculen die met elkaar verbonden zijn via twee extra koolstof-koolstofbindingen. Alle koolstoffen in de verbinding zijn sp2-gehybridiseerd en dus is de molecule vlak. Het is belangrijk bij het voorstellen van de structuur dat de middelste ring niet als een benzeenring wordt voorgesteld. Dit zou impliceren dat er twee koolstoffen sp3-gehybridiseerd zijn, wat zou betekenen dat peryleen geen aromatische verbinding meer zou zijn.

## Lichtemissie en toepassingen
Peryleen zendt, onder invloed van UV-licht, een blauw-fluorescerend licht uit. Het wordt in die context onder andere gebruikt in OLED (Organic Light Emitting Diode). Het wordt verder nog gebruikt als organische fotoconductor.

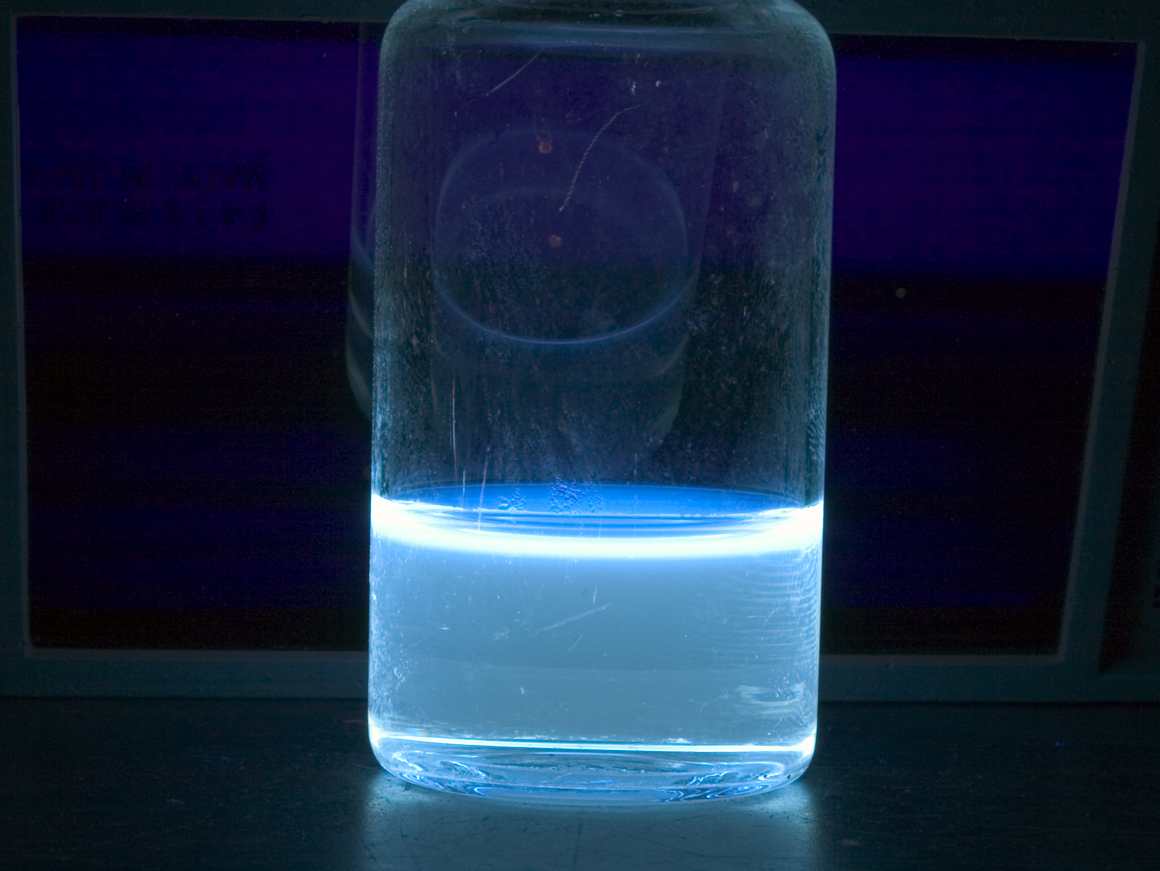
Peryleen, opgelost in dichloormethaan, zendt onder invloed van UV-licht een felblauw licht uit.